# 新莊福德祠
新莊福德祠，位於新北市新莊區新莊路207號、新莊廣福宮側，主祀福德正神夫婦，配祀文、武判官，為新莊地區可考證歷史最悠久的土地廟。

## 概要

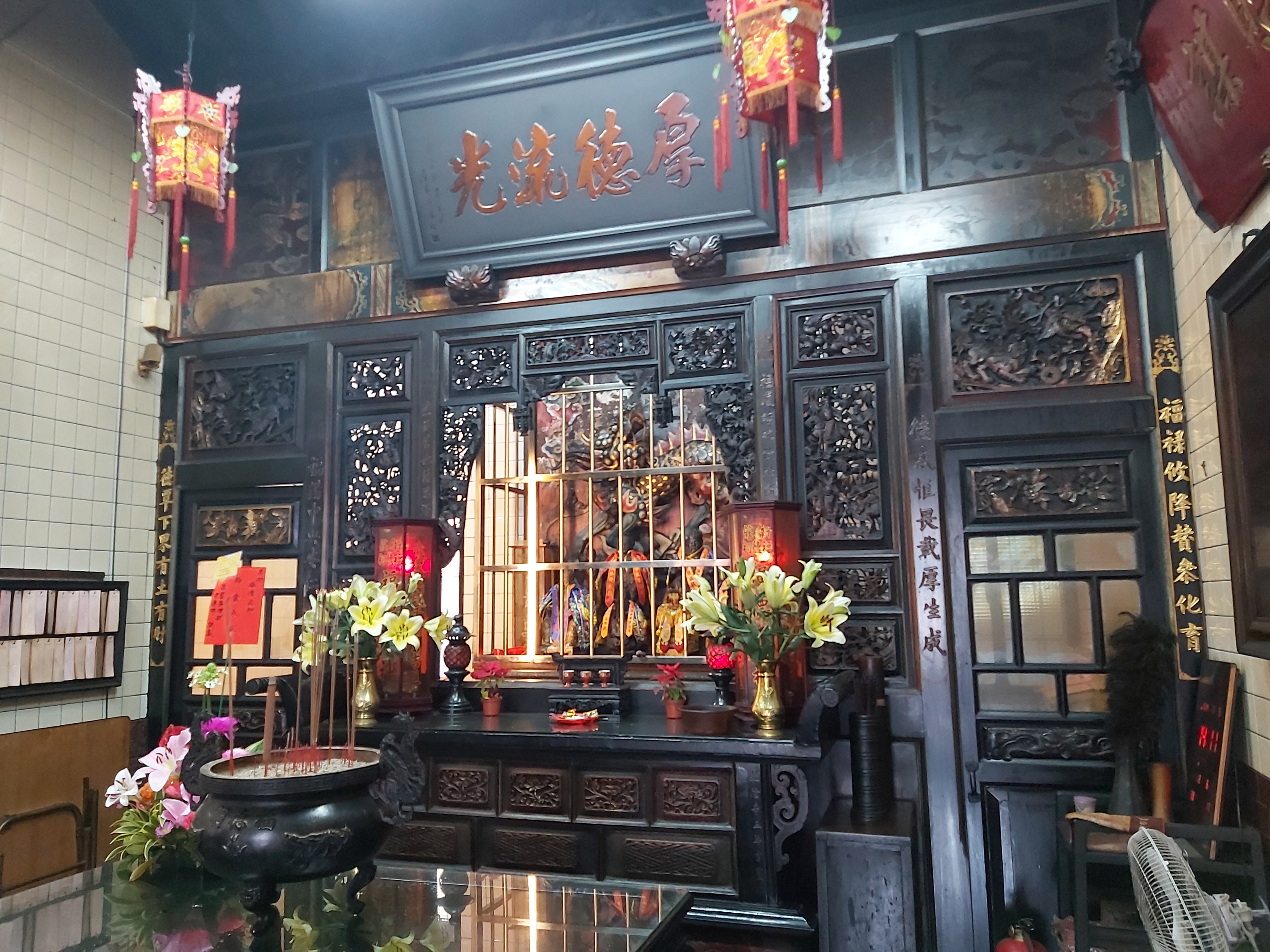
室內

新莊福德祠內的福德正神源自新莊海山里福德宮，為興直堡、海山頭、營盤一帶居民的信仰中心，創建時間已不可考，僅能根據廟中由祖籍晉水的信眾林家裕所敬獻之香案上的年代記載，推估為清乾隆辛丑年（1781年）左右，由地方人士募建。據傳說，新莊街曾發生水患，使原海山里福德宮內的土地公神像漂流至現今新莊廣福宮附近為居民所拾獲，便另外建祠供奉之，即今之新莊福德祠。其後曾依序於1882年、1952年、1976年、1994年先後整修四次。目前每年農曆八月初八，海山里福德宮舉行盛大慶典之際，新莊福德祠內的土地公也會返回海山里福德宮參與該宮慶典。

## 管理組織
新莊福德祠組織管理委員會設有管理人及總幹事各一人，其下設有財務、總務、祭祀及法制等四組共同管理該祠所有廟務。每年農曆八月十五日，廟方以擲筊方式選出爐主、副爐主各一人及頭家四人，負責掌理該廟來年祭祀之務。